# Thomas Müller (regissör)
Thomas Hilding Herthelius Müller, född 17 juli 1948 i Nödinge socken i nuvarande Ale kommun, är en svensk regissör, skådespelare och teaterchef. 

## Biografi
Müller utbildade sig till skådespelare vid Statens scenskola i Malmö 1969-1971 och studerade regi vid Dramatiska Institutet. Han har varit verksam främst som regissör sedan slutet av 1970-talet.
Under det tidiga 1970-talet var Thomas Müller med och bildade den fria gruppen Bruksteatern i Malmö. I slutet av 1970-talet började han arbeta som frilansande regissör. Under 1984–1990 verkade han som regissör på Borås Stadsteater och var 1986–1990 även chef för teatern. Under denna tid regisserade han bland annat uppsättningar som Cabaret, Ett drömspel, Tiggarens opera och De blindas konsert. Senare återkom han där med Tryck stjärna av Bodil Malmsten, även visad på Sveriges Television 2010. 
På 1990-talet arbetade Müller till största delen åter som frilansande regissör. Bland uppdragen fanns bland annat uppsättningar på Göteborgs Stadsteater, Dalateatern, Västmanlands länsteater, Malmö Stadsteater, Regionteatern Blekinge Kronoberg och Radioteatern. Som fast regissör på Helsingborgs Stadsteater åren 1997–2000 skapade han föreställningar som Romeo och Julia av William Shakespeare och Natten är dagens mor av Lars Norén samt Natten före skogarna av Bernard-Marie Koltès.
På Malmö Dramatiska Teater har han regisserat föreställningar som Före detta av Mattias Andersson (våren 2002), Dröm om hösten av Jon Fosse (hösten 2002), Den goda människan i Sezuan av Bertolt Brecht (hösten 2003) och Utsikt från en bro av Arthur Miller (hösten 2004).
Hösten 2004 invigdes den nya scenen Bryggeriteatern vid Teaterhögskolan i Malmö  med hans produktion av Strindbergs Ett drömspel.
På Fria Teatern i Stockholm har Müller regisserat Den Gud älskar av Anna Höglund och Ett ord är ett ord av Michael Ramløse, båda 2007, samt Kamratstödjaren av Daniel Karlsson, 2008, och Bakom dörren mittemot av Anna Höglund, 2012.
I Danmark har Müller regisserat Distans av Lars Norén och Andra sidan av Dejan Dukovski, båda uppförda på Aarhus Teater. Müller är i Danmark också återkommande gästpedagog på skådespelarskolan vid Aarhus Teater och gästlärare på Statens Teaterskole i Köpenhamn. Under hösten 2011 satte han upp En familj av Tracy Letts på Aalborg Teater. Han har även grundat experimentteatern Teater Terminal tillsammans med de danska skådespelarna Julie Riis och Rolf Hansen. Syftet är att undersöka ny skandinavisk dramatik. Gruppen har bland annat satt upp Ett grått rum av Lars Norén 2011.

## Teater

### Regi (ej komplett)
| År   | Produktion                                                  | Upphovsmän                                            | Teater                   |
| ---- | ----------------------------------------------------------- | ----------------------------------------------------- | ------------------------ |
| 1989 | Den goda människan från Sezuan Der gute Mensch von Sezuan   | Bertolt Brecht                                        | Göteborgs stadsteater    |
| 1993 | Andorra                                                     | Max Frisch Översättning Birger Bjerre                 | Dalateatern              |
| 1994 | Höst och vinter                                             | Lars Norén                                            | Helsingborgs stadsteater |
| 1994 | An der schönen blauen Donau Geschichten aus dem Wiener Wald | Ödön von Horvath Översättning Jan Håkansson           | Borås stadsteater        |
| 1995 | Svanen The Swan                                             | Elizabeth Egloff Översättning Joachim Siegård         | Helsingborgs stadsteater |
| 1997 | Romeo och Julia The Tragedy of Romeo and Juliet             | William Shakespeare Översättning Göran O. Eriksson    | Helsingborgs stadsteater |
| 1998 | Natten före skogarna La Nuit juste avant les forêts         | Bernard-Marie Koltès Översättning Leif Janzon         | Helsingborgs stadsteater |
| 1998 | Krymplingen på Inishmaan The Cripple of Inishmaan           | Martin McDonagh Översättning Magnus Hedlund           | Helsingborgs stadsteater |
| 1999 | Natten är dagens mor                                        | Lars Norén                                            | Helsingborgs stadsteater |
| 1999 | Västra kajen Quai Ouest                                     | Bernard-Marie Koltès Översättning Katarina Frostenson | Helsingborgs stadsteater |
| 2010 | Före detta                                                  | Mattias Andersson                                     | Borås Stadsteater        |

### Scenografi
| År   | Produktion                                          | Upphovsmän                                    | Regi          | Teater                   |
| ---- | --------------------------------------------------- | --------------------------------------------- | ------------- | ------------------------ |
| 1998 | Natten före skogarna La Nuit juste avant les forêts | Bernard-Marie Koltès Översättning Leif Janzon | Thomas Müller | Helsingborgs stadsteater |